# Герб Самарканда
Герб Самарканда (узб. Samarqand gerbi / герби Самарқанд) — официальный геральдический символ города Самарканд. Также иногда используется и как символ Самаркандской области Республики Узбекистан. Герб принят и утверждён 15 июля 1994 года в сессии Самаркандского городского Совета народных депутатов по проекту художника и скульптора Григория Ильича Улько.

## История и описание

Герб Самарканда 1910 года

История герба Самарканда в древние и средневековые периоды не исследована. В эпоху согдийских ихшидов гербом считался у-образный знак.
В эпоху Мирзо Улугбека и Ялангтуша Бахадура гербом города считалось изображение тигра или льва с солнцем (см. статью Лев и Солнце). 
После присоединения восточной части Бухарского эмирата к Российской империи был образован Зеравшанский округ, а затем вместо него Самаркандская область. Самарканд стал её центром. 31 января 1890 года Самаркандская область получает свой герб: «В лазуревом поле серебряный волнообразный столб, сопровождаемый золотыми тутовыми ветвями, в серебряной дамасцированной главе чёрная тамга Тамерлана». Обычно гербом центрального города становился герб области. Непосредственно герб Самарканда утвержден 14 апреля 1910 года законом №33359: «В лазуревом поле серебряный волнообразный столб, сопровождаемый по бокам двумя золотыми ветвями тутового дерева. В серебряной дамасцированной главе щита знак тамги (печати) Тамерлана, то есть три черных сдвинутых кольца. Щит украшен золотою башенною короною о пяти зубцах и окружен двумя золотыми виноградными лозами, соединенными Александровскою лентою».
В советский период в 1969 году разрабатывался герб Самарканда, но противодействие центральных властей не позволило его утвердить. Правительство города проводило специальные конкурсы в 1968—1969 и в 1975—1976 годах, но предложенные варианты гербов так и не были приняты ввиду разных причин.
В это время в конкурсах по разработке нового герба Самарканда участвовал житель Самарканда, известный художник, автор многих известных картин и памятников — Григорий Ильич Улько. Разработав несколько вариантов, Улько остановился на образе крылатого барса, опираясь на традицию изображений крылатых существ у согдийцев и образ своего кота, у которого была кличка Прохор.
Герб Самарканда по версии Григория Улько описывается следующим образом: в центре круглого красного согдийского щита изображён снежный барс с крыльями, в нижней части находится золотой волнистый пояс, который символизирует реку Зарафшан (переводится как несущая золото), над барсом располагается синяя семиконечная звезда — знак совершенства, науки, искусства, богатой исторической и современной архитектуры.
На гербе Самарканда, который используется в настоящее время, на круглом красном согдийском щите из Пенджикента изображён белый барс с поднятой правой лапой (является позой благословения). У ног барса течёт золотая река Зеравшан, а над головой висит бирюзовая семиконечная звезда.

## Интересные факты
Хотя снежный барс не обитает ни в Самарканде, ни в его окрестностях (есть лишь сведения, похожие на легенды, в которых сообщается о барсах в Самарканде), в гербе изображено именно это животное. Изображение барса является символическим для Самарканда начиная с XVIII века, когда была написана история города - "Самария". К примеру, на портале медресе Шердор ансамбля Регистан расположены два изображения, предположительно тигра или барса. По мнению других, на гербе изображен не снежный барс, а обычный барс, тигр или львица.